# Love Live! School Idol Project
Love Live! School Idol Project (ラブライブ！ School idol project?, Rabu Raibu! Sukuru Aidoru Purojekuto) è un progetto multimediale giapponese del franchise di Love Live!, co-prodotto dalle aziende di ASCII Media Works, Lantis e Sunrise.
Il progetto, annunciato per la prima volta dalla rivista Dengeki G's Magazine nel 2010,, si incentra sul gruppo delle μ's, nove ragazze che decidono di diventare idol per rendere più popolare la loro scuola, evitandone così la chiusura.
Esso si compone di musiche, manga e anime. Un manga, scritto da Sakurako Kimino, serializzato dal 30 gennaio 2012 al 30 settembre 2017 su Dengeki G's Magazine. Una serie televisiva anime prodotta da Sunrise e diretta da Takahiko Kyōgoku è stata trasmessa nel 2013, e ha avuto una seconda stagione nel 2014. Un film d'animazione è uscito nelle sale giapponesi nel giugno 2015.

## Trama
Honoka Kōsaka è una ragazza che ama la propria scuola, l'accademia Otonokizaka. Quando la scuola sta per essere chiusa per mancanza di iscritti, Honoka diventa determinata a salvarla. Capendo che le idol nelle scuole sono popolari, Honoka e le sue amiche formano un gruppo scolastico, chiamato "μ's" (pronunciato muse), al fine di attirare nuovi studenti all'istituto, per poi continuare ambendo al Love Live, la competizione più prestigiosa del Giappone per le school idol.

## Personaggi

### μ's

Logo delle μ's

Honoka Kōsaka (高坂 穂乃果?, Kōsaka Honoka)
Doppiata da: Emi Nitta
Protagonista della storia, è una studentessa al secondo anno dell'accademia Otonokizaka. Ha una personalità allegra, spensierata e talvolta pigra, ma quando si appassiona a qualcosa difficilmente si arrende. I suoi hobby sono il nuoto e la collezione di stickers. È la leader delle μ's e occupa spesso la posizione centrale nelle canzoni del gruppo. Nella seconda stagione prende il posto di Eli come presidente del consiglio studentesco. Ha una sorella più piccola, Yukiho, e la sua famiglia lavora in un negozio di wagashi chiamato "Homura". Fa parte delle Printemps, una sub-unit delle μ's formata da lei, Kotori e Hanayo.
Umi Sonoda (園田 海未?, Sonoda Umi)
Doppiata da: Suzuko Mimori
È una compagna di classe e amica d'infanzia di Honoka. È un membro del club di kyūdō, in cui è abbastanza portata. Provenendo da una famiglia tradizionale, ha esperienza nel kendō, koto, nagauta, calligrafia e balli tradizionali. All'inizio dell'anime pensa che la storia delle idol sia un po' frivola, ma poi si fa convincere. Umi, nonostante il carattere forte e professionale, è una ragazza abbastanza timida, e si sente in imbarazzo nell'indossare abiti troppo corti o scollati e a volte viene stuzzicata dalle altre per questo. Nel gruppo si occupa di scrivere i testi per le canzoni. Fa parte delle Lily White, una sub-unit delle μ's formata da lei, Rin e Nozomi.
Kotori Minami (南 ことり?, Minami Kotori)
Doppiata da: Aya Uchida
Kotori frequenta il secondo anno insieme a Honoka e Umi, sue amiche d'infanzia. Sua madre è la preside della scuola. Kotori crea, a volte insieme a Nico, i costumi per le coreografie, essendo molto appassionata di moda. È molto altruista, con un carattere dolce e gentile, e ama le cose carine e tenere, come i due alpaca della scuola. Nonostante sia allegra e talvolta sembri spaesata, è una ragazza intelligente e una studentessa molto valida, e ha in realtà un carattere piuttosto riservato, preferendo spesso tenere per sé i propri sentimenti e privilegiando quelli degli altri. Sin dall'inizio sembra essere interessata a diventare una school idol. Fa parte delle Printemps, una sub-unit delle μ's formata da lei, Honoka e Hanayo.
Nico Yazawa (矢澤 にこ?, Yazawa Niko)
Doppiata da: Sora Tokui
È una studentessa del terzo anno interessata alla moda. È cresciuta guardando e ammirando le idol e aspira a diventare una di loro; tuttavia, nonostante l'età, all'apparenza sembra molto più piccola rispetto al resto del gruppo. È un'ottima cuoca. All'inizio era la presidentessa del Club di Ricerca sulle Idol, ma in seguito all'abbandono degli altri membri del club a causa dei suoi standard troppo elevati, è rimasta come unico membro. Quando Honoka e le sue amiche le chiedono di entrare nelle μ's si rifiuta, poiché dubita che possano divenire seriamente delle idol, fino a quando non riconosce i loro sforzi e decide di entrare nel gruppo. Malgrado l'aspetto carino e tenero, Nico ha un carattere brusco e scontroso, ed è molto competitiva ed egocentrica; tuttavia, nonostante questo, dimostra di essere gentile e premurosa prendendosi cura della sua famiglia e delle sue amiche del club. Ha un fratello (Cotaro Yazawa) e due sorelle (Cocoa e Cocoro Yazawa). Nel gruppo fa da supervisore ai costumi del gruppo insieme a Kotori. La sua frase ricorrente è "Nico Nico Nii". Fa parte delle BiBi, una sub-unit delle μ's formata da lei, Maki ed Eli.
Eli Ayase (絢瀬 絵里?, Ayase Eri)
Doppiata da: Yoshino Nanjō
È una studentessa del terzo anno, presidentessa del consiglio studentesco. È determinata a salvare la scuola, anche se inizialmente si oppone al progetto di Honoka; è l'ultimo membro ad unirsi al gruppo. È in parte di nazionalità russa e tende a dire la parola "хорошо", harasho ("buono"). È molto brava nella danza, e nel gruppo infatti ricopre il ruolo di coreografa. Ha due fratelli nell'originale, mentre nell'anime appare una sorella di nome Alisa, che insieme alla sorella di Honoka diventerà una school idol. La sua migliore amica è Nozomi. Fa parte delle BiBi, una sub-unit delle μ's formata da lei, Maki e Nico.
Nozomi Tōjō (東條 希?, Tōjō Nozomi)
Doppiata da: Aina Kusuda
È una studentessa del terzo anno, vicepresidentessa del consiglio studentesco ed è la più grande del gruppo. Si comporta come "voce della ragione" di Eli, che è divenuta la sua prima amica dopo essersi trasferita nella nuova scuola a causa del lavoro dei genitori, scegliendo di vivere da sola per continuare a studiare all'Otonokizaka. Sebbene non si sappia di quale regione sia, parla il dialetto del Kansai. Il suo hobby è la lettura delle carte. Ha un carattere tranquillo e molto gentile, ma con un lato giocoso e malizioso; ha, infatti, l'abitudine di palpeggiare le altre ragazze quando sono distratte o giù di morale per "punirle" o "rallegrarle". Fa parte delle Lily White, una sub-unit delle μ's formata da lei, Umi e Rin.
Maki Nishikino (西木野 真姫?, Nishikino Maki)
Doppiata da: Pile
È una studentessa del primo anno di famiglia ricca, il cui obiettivo è di diventare un medico come i suoi genitori. Maki è molto orgogliosa, ha un carattere tipicamente tsundere ed è piuttosto distaccata, arrivando spesso a negare di commettere atti di gentilezza nei confronti delle altre. Essendo portata per il canto e sapendo suonare il pianoforte, nel gruppo ricopre il ruolo di principale compositrice e vocal coach. Fa parte delle BiBi, una sub-unit delle μ's formata da lei, Nico ed Eli.
Hanayo Koizumi (小泉 花陽?, Koizumi Hanayo)
Doppiata da: Yurika Kubo
È una studentessa al primo anno, interessata al disegno e origami. È una ragazza gentile, riservata e timida, tuttavia molto passionale, che sogna sin da piccola di essere un'idol. Sorprendentemente, quando ci sono di mezzo le idol, riesce a vincere la sua timidezza, e diventa sorprendentemente energica. Viene spesso soprannominata "Kayo", una lettura alternativa dei kanji del suo nome. È brava nel gestire i bambini. La sua frase ricorrente è "qualcuno mi aiuti!" o altre variazioni a seconda della situazione. È amica d'infanzia di Rin Hoshizora. Fa parte delle Printemps, una sub-unit delle μ's formata da lei, Honoka e Kotori.
Rin Hoshizora (星空 凛?, Hoshizora Rin)
Doppiata da: Riho Iida
È una studentessa al primo anno, fa corsa ad ostacoli ed è nel club di calcio e basket. La sua migliore amica è Hanayo, che conosce fin dall'infanzia. Come Honoka, ha una personalità allegra, ma si arrende facilmente. Per via del suo comportamento ed aspetto da maschiaccio, da piccola veniva spesso scambiata per un bambino e presa in giro dai compagni se indossava la gonna o si vestiva in modo femminile. È solita comportarsi da gatto, introducendo un "nya" all'interno o alla fine di una frase. Fa parte delle Lily White, una sub-unit delle μ's formata da lei, Umi e Nozomi.

### A-Rise
Tsubasa Kira (綺羅 ツバサ?, Kira Tsubasa)
Doppiata da: Megu Sakuragawa
È la leader del gruppo delle A-Rise.
Erena Tōdō (統堂 英玲奈?, Tōdō Erina)
Doppiata da: Maho Matsunaga
Secondo membro delle A-Rise, ha un aspetto più maturo rispetto alle altre.
Anju Yūki (優木 あんじゅ?, Yūki Anju)
Doppiata da: Ayuru Ōhashi
Terzo membro delle A-Rise, si comporta assumendo un contegno da principessa.

### Altri personaggi
Mamma di Kotori (ことりの母?, Kotori no haha)
Doppiata da: Noriko Hidaka
La mamma di Kotori, è la preside dell'accademia Otonokizaka.
Yukiho Kōsaka (高坂 雪穂?, Kōsaka Yukiho)
Doppiata da: Nao Tōyama
La sorella minore di Honoka, al terzo anno delle scuole medie. È amica di Alisa Ayase, la sorella minore di Eli.
Alisa Ayase (絢瀬 亜里沙?, Ayase Arisa)
Doppiata da: Ayane Sakura
La sorella minore di Eli, è una grande fan delle μ's. Dopo aver vissuto all'estero ed essendo in parte russa, non ha molta familiarità con le usanze giapponesi. Come sua sorella, tende a dire la parola russa "хорошо", harasho ("buono"). Adora Umi.
Cocoa Yazawa (矢澤 ココア?, Yazawa Kokoa), Cocoro Yazawa (矢澤 ココロ?, Yazawa Kokoro) e Cotarō Yazawa (矢澤 虎太郎?, Yazawa Kotarō)
Doppiati da: Sora Tokui
Sono le due sorelline e il fratellino più piccoli di Nico. Compaiono per la prima volta nel quarto episodio della seconda stagione e credono che Nico sia la leader delle μ's, e che le altre ragazze le facciano solo da supporto.

## Musica
Il 25 agosto 2010 è stato pubblicato il primo singolo musicale Bokura no LIVE Kimi to no LIFE. Nel 2011 sono state annunciate le tre sub-unit del gruppo: le Printemps (Honoka, Kotori e Hanayo), le BiBi (Eli, Maki e Nico), e le Lily White (Umi, Rin e Nozomi). Ogni singolo del gruppo viene pubblicato insieme a un video anime musicale.
| N° | Titolo                            | Cantante/i | Data di uscita   |
| -- | --------------------------------- | --- | ---------------- |
| 1  | Bokura no LIVE Kimi to no LIFE    | μ's | 25 agosto 2010   |
| 2  | Snow halation                     | μ's | 22 dicembre 2010 |
| 3  | Love marginal                     | Printemps | 25 maggio 2011   |
| 4  | Diamond Princess no yūutsu        | BiBi | 22 giugno 2011   |
| 5  | Shiranai Love*Oshiete Love        | Lily White | 27 luglio 2011   |
| 6  | Natsuiro egao de 1, 2, Jump!      | μ's | 24 agosto 2011   |
| 7  | Mogyutto 'love' de sekkenchū!     | μ's | 15 febbraio 2012 |
| 8  | Mermaid festa vol.2 ~Passionate~  | Honoka Kōsaka (Emi Nitta) e Rin Hoshizora (Riho Iida) | 25 aprile 2012   |
| 9  | Otome shiki ren'ai juku           | Nico Yazawa (Sora Tokui) e Nozomi Tōjō (Aina Kusuda) | 23 maggio 2012   |
| 10 | Kokuhaku biyori, desu!            | Kotori Minami (Aya Uchida) e Hanayo Koizumi (Yurika Kubo) | 27 giugno 2012   |
| 11 | soldier game                      | Maki Nishikino (Pile), Umi Sonoda (Suzuko Mimori) e Eli Ayase (Yoshino Nanjō) | 25 luglio 2012   |
| 12 | Wonderful Rush                    | μ's | 5 settembre 2012 |
| 13 | Bokura wa ima no naka de          | μ's | 23 gennaio 2013  |
| 14 | Kitto seishun ga kikoeru          | μ's | 6 febbraio 2013  |
| 15 | Susume→Tomorrow / Start:Dash!!    | Honoka Kōsaka (Emi Nitta), Kotori Minami (Aya Uchida) e Umi Sonoda (Suzuko Mimori) | 20 febbraio 2013 |
| 16 | Korekara no Someday / Wonder Zone | Honoka Kōsaka (Emi Nitta), Kotori Minami (Aya Uchida), Umi Sonoda (Suzuko Mimori), Rin Hoshizora (Riho Iida), Maki Nishikino (Pile), Hanayo Koizumi (Yurika Kubo) e Nico Yazawa (Sora Tokui) / μ's | 6 marzo 2013     |
| 17 | No Brand Girls / Start:Dash!!     | μ's | 3 aprile 2013    |
| 18 | Binetsu kara Mystery              | Lily White | 26 giugno 2013   |
| 19 | Cutie Panther                     | BiBi | 24 luglio 2013   |
| 20 | Pure girls project                | Printemps | 21 agosto 2013   |

| N° | Titolo                       | Cantante/i                                              | Data di uscita |
| -- | ---------------------------- | ------------------------------------------------------- | -------------- |
| 1  | Yume naki yume wa yume janai | Honoka Kōsaka (Emi Nitta)                               | 22 marzo 2013  |
| 2  | Anemone Heart                | Kotori Minami (Aya Uchida) e Umi Sonoda (Suzuko Mimori) | 24 aprile 2013 |
| 3  | Nawatobi!                    | Hanayo Koizumi (Yurika Kubo)                            | 28 maggio 2013 |
| 4  | Beat in Angel                | Rin Hoshizora (Riho Iida) e Maki Nishikino (Pile)       | 21 giugno 2013 |
| 5  | Niko puri♡Joshi dō           | Nico Yazawa (Sora Tokui)                                | 26 luglio 2013 |
| 6  | Garasu No Hanazono           | Eli Ayase (Yoshino Nanjō) e Nozomi Tōjō (Aina Kusuda)   | 28 agosto 2013 |

| N° | Titolo                               | Cantante/i                      | Data di uscita   |
| -- | ------------------------------------ | ------------------------------- | ---------------- |
| 1  | Umi iro shōjo ni miserarete          | Umi Sonoda (Suzuko Mimori)      | 23 novembre 2011 |
| 2  | Kotori Lovin' you                    | Kotori Minami (Aya Uchida)      | 14 dicembre 2011 |
| 3  | Honnori Honoka iro!                  | Honoka Kōsaka (Emi Nitta)       | 25 gennaio 2012  |
| 4  | μ's Best Album Best Live! Collection | μ's                             | 9 gennaio 2013   |
| 5  | Notes of School Idol Days            | μ's, A-RISE, Yoshimasa Fujisawa | 10 aprile 2013   |

| N° | Titolo                           | Cantante/i | Data di uscita   |
| -- | -------------------------------- | ---------- | ---------------- |
| 1  | μ's First Love Live! Blu-ray/DVD | μ's        | 21 novembre 2012 |

| N° | Titolo                                                     | Cantante/i                                                                         | Data di uscita  |
| -- | ---------------------------------------------------------- | ---------------------------------------------------------------------------------- | --------------- |
| 1  | Love Live Radio kagai katsudō: Nicorinpana Theme Song DJCD | Nico Yazawa (Sora Tokui), Rin Hoshizora (Riho Iida) e Hanayo Koizumi (Yurika Kubo) | 17 ottobre 2012 |
| 2  | Love Live! μ's kōhō-bu ~Nicorinpana~ vol. 1                | Nico Yazawa (Sora Tokui), Rin Hoshizora (Riho Iida) e Hanayo Koizumi (Yurika Kubo) | 3 luglio 2013   |

## Manga

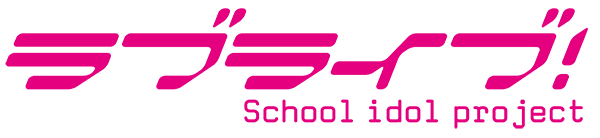
Logo della serie

Il manga, scritto da Sakurako Kimino e disegnato da Arumi Tokita, è stato serializzato dal 30 gennaio 2012 al 30 settembre 2017 sulla rivista Dengeki G's Magazine. I capitoli sono stati raccolti in 5 volumi tankōbon pubblicati dal 27 settembre 2012 al 27 maggio 2017. L'edizione italiana è stata pubblicata da Edizioni BD sotto l'etichetta J-Pop dal 22 giugno 2016 al 26 aprile 2018.

### Volumi
| Nº | Data di prima pubblicazione | Data di prima pubblicazione | Data di prima pubblicazione | Data di prima pubblicazione |
| Nº | Giapponese                  | Giapponese                  | Italiano                    | Italiano                    |
| -- | --------------------------- | --------------------------- | --------------------------- | --------------------------- |
| 1  | 27 settembre 2012           | ISBN 978-4-04-886936-2      | 22 giugno 2016              | ISBN 978-88-6883-655-9      |
| 2  | 27 giugno 2013              | ISBN 978-4-04-891690-5      | 27 luglio 2016              | ISBN 978-88-6883-658-0      |
| 3  | 27 maggio 2014              | ISBN 978-4-04-866595-7      | 31 agosto 2016              | ISBN 978-88-6883-659-7      |
| 4  | 27 agosto 2016              | ISBN 978-4-04-865833-1      | 26 aprile 2017              | ISBN 978-88-6883-956-7      |
| 5  | 27 maggio 2017              | ISBN 978-4-04-892852-6      | 26 aprile 2018              | ISBN 978-88-3275-343-1      |

## Anime
Annunciato il 19 febbraio 2012, l'adattamento anime di 13 episodi prodotto da Sunrise, scritto da Jukki Hanada e diretto da Takahiko Kyōgoku è stato trasmesso in Giappone dal 6 gennaio al 31 marzo 2013 e simultaneamente su Crunchyroll; una seconda stagione è iniziata il 6 aprile 2014 e si è conclusa il 29 giugno dello stesso anno. Nel febbraio 2015 è stato annunciato il film Love Live! The School Idol Movie, uscito nelle sale giapponesi il 15 giugno dello stesso anno.
Le sigle di apertura e di chiusura sono state realizzate dal gruppo delle μ's; per la prima stagione sono rispettivamente Bokura wa ima no naka de (僕らは今のなかで?) e Kitto seishun ga kikoeru (きっと青春が聞こえる?), mentre per la seconda Sore wa bokutachi no kiseki (それは僕たちの奇跡?) e Donna tokimo zutto (どんな時もずっと?).

### Episodi

#### Prima stagione
| Nº | Titolo italiano (traduzione letterale) Giapponese 「Kanji」 - Rōmaji                      | In onda          | In onda |
| Nº | Titolo italiano (traduzione letterale) Giapponese 「Kanji」 - Rōmaji                      | Giapponese       |         |
| 1  | Che i nostri sogni si realizzino! 「叶え！私たちの夢――」 - Kanae! Watashi-tachi no yume―― | 6 gennaio 2013   |         |
| 2  | Diventeremo delle idol! 「アイドルをはじめよう！」 - Aidoru o hajime yō!                  | 13 gennaio 2013  |         |
| 3  | Il primo concerto 「ファーストライブ」 - Fāsuto Raibu                                     | 20 gennaio 2013  |         |
| 4  | Makirinpana 「まきりんぱな」 - Makirinpana                                                | 27 gennaio 2013  |         |
| 5  | Nico all'attacco 「にこ襲来」 - Nico shūrai                                               | 3 febbraio 2013  |         |
| 6  | Chi sarà il centro? 「センターは誰だ？」 - Sentā wa dare da?                              | 10 febbraio 2013 |         |
| 7  | Elichika 「エリーチカ」 - Elichika                                                        | 17 febbraio 2013 |         |
| 8  | Quello che voglio fare 「やりたいことは」 - Yaritai koto wa                               | 24 febbraio 2013 |         |
| 9  | Wonder Zone 「ワンダーゾーン」 - Wandā Zōn                                                | 3 marzo 2013     |         |
| 10 | Niente "senpai"! 「先輩禁止！」 - Senpai kinshi!                                          | 10 marzo 2013    |         |
| 11 | Il miglior concerto 「最高のライブ」 - Saikō no raibu                                     | 17 marzo 2013    |         |
| 12 | Amiche 「ともだち」 - Tomodachi                                                           | 24 marzo 2013    |         |
| 13 | μ's Music Start! 「μ'sミュージックスタート！」 - Myūzu Myūjikku Sutāto!                   | 31 marzo 2013    |         |

#### Seconda stagione
| Nº | Titolo italiano (traduzione letterale) Giapponese 「Kanji」 - Rōmaji              | In onda        | In onda |
| Nº | Titolo italiano (traduzione letterale) Giapponese 「Kanji」 - Rōmaji              | Giapponese     |         |
| 1  | Un altro Love Live! 「もう一度ラブライブ！」 - Mōichido Rabu Raibu!               | 6 aprile 2014  |         |
| 2  | Puntiamo alla vittoria 「優勝をめざして」 - Yūshō o mezashite                     | 13 aprile 2014 |         |
| 3  | La porta dei sogni 「ユメノトビラ」 - Yume no tobira                              | 20 aprile 2014 |         |
| 4  | Le migliori idol dell'universo 「宇宙No.1アイドル」 - Uchū nanbā wan aidoru       | 27 aprile 2014 |         |
| 5  | Una nuova me stessa 「新しいわたし」 - Atarashī watashi                           | 4 maggio 2014  |         |
| 6  | Happy Halloween 「ハッピーハロウィーン」 - Happī Harowīn                          | 11 maggio 2014 |         |
| 7  | Dobbiamo fare qualcosa! 「なんとかしなきゃ!」 - Nantoka shinakya!                 | 18 maggio 2014 |         |
| 8  | Il mio desiderio 「私の望み」 - Watashi no nozomi                                 | 25 maggio 2014 |         |
| 9  | La melodia del cuore 「心のメロディ」 - Kokoro no merodi                          | 1º giugno 2014 |         |
| 10 | μ's 「μ's」 - Myūzu                                                               | 8 giugno 2014  |         |
| 11 | Ciò che abbiamo deciso 「私たちが決めたこと」 - Watashi-tachi ga kimeta koto      | 15 giugno 2014 |         |
| 12 | L'ultimo live 「ラストライブ」 - Rasuto Raibu                                     | 22 giugno 2014 |         |
| 13 | Che i sogni di tutte si realizzino! 「叶え!みんなの夢---」 - Kanae! Minna no yume | 29 giugno 2014 |         |

## Accoglienza
Nel marzo 2018 si è tenuto un sondaggio sul sito web Goo Ranking riguardante i personaggi maid più amati dai giapponesi e Umi Sonoda e Kotori Minami sono arrivate rispettivamente al diciottesimo e quarto posto con 45 e 133 voti. In due sondaggi condotti nel 2018 e nel 2019 dall'azienda di abbigliamento giapponese Cospa, le divise delle studentesse del liceo Otonokizaka si sono piazzate rispettivamente al secondo e al primo posto come vestiti cosplay più venduti dell'anno.

### Critica
Nick Creamer di Anime News Network ha recensito la prima stagione dell'anime, elogiandone l'aspetto musicale oltre alla narrazione della trama, ma criticando l'utilizzo del CGI durante le esibizioni, giudicandolo «un cambio dissonante» con il resto dell'animazione.